# San Lorenzo Tenochtitlán

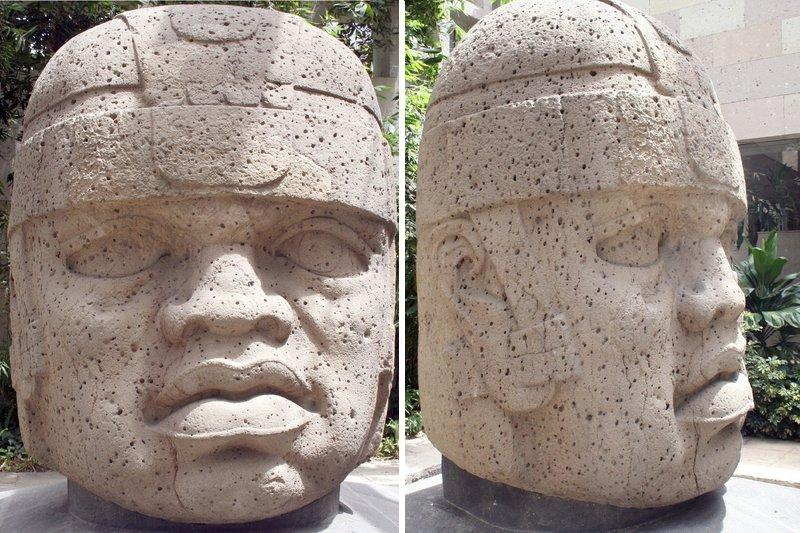
Cabeça gigante número 1 vista de frente e de perfil, atualmente no Museo de Antropología de Xalapa em Xalapa, Veracruz. Esta cabeça data de 1200 a e tem 2,9 metros de altura e 2,1 metros de largura.

San Lorenzo (também chamada San Lorenzo Tenochtitlán) é uma zona arqueológica da civilização olmeca situada no estado mexicano de Veracruz. Juntamente com La Venta é um dos dois sítios mais importantes daquela civilização mesoamericana, tendo tido o seu auge entre 1 200 a.C. e 900 a.C. A zona arqueológica de San Lorenzo inclui três sítios arqueológicos: San Lorenzo, Tenochtitlan e Potrero Nuevo e é especialmente conhecida pelas várias cabeças de pedra gigantes que aí foram encontradas.

## Breve história de San Lorenzo
Atualmente o sítio principal situa-se num planalto ao longo do rio Coatzacoalcos, a 60 km da costa do Golfo do México. Por altura do seu apogeu deveria estar situado numa ilha. Segundo Duverger data do período pré-clássico. Richard Diehl distingue três períodos na história de San Lorenzo:
- San Lorenzo (1150 a.C. - 900 a.C.)
- Nacaste (900 a.C. - 700 a.C.)
- Palangana (600 a.C. - 400 a.C.)

Mapa de sítios olmecas

Entre 1200 a.C. e 900 a.C. San Lorenzo foi a maior cidade da Mesoamérica até que esse lugar foi tomado por La Venta. Cerca de 800 a.C., San Lorenzo estava praticamente desabitada, tendo no entanto sido reocupada entre 600 e 400 a.C. e novamente entre 800 e 1000 d.C.
Contrastando com o ambiente pantanoso de La Venta, San Lorenzo situava-se no centro de uma grande área agrícola. Aparentemente terá sido sobretudo um centro cerimonial, sem muralha defensiva. Estima-se que a população total da zona de San Lorenzo possa ter atingido os 13 000 habitantes.

## Escavações
San Lorenzo foi descoberta e escavada por Matthew Stirling e Drucker em 1945. São por eles encontradas numerosas esculturas, entre as quais cinco das famosas cabeças gigantes. O arqueólogo estadunidense Michael D. Coe retoma as escavações em 1964 e durante três anos. As datações por carbono-14 permitem estabelecer que San Lorenzo é anterior a La Venta. Em 1960 o arqueólogo Alfonso Medellín Zenil descobriu nas montanhas dos Tuxtlas as pedreiras de basalto donde foi extraída a rocha utilizada nas esculturas. Entre 1990 e 1996, o "Proyecto Arqueológico San Lorenzo Tenochtitlan" permitiu localizar numerosas outras esculturas. Em Maio de 1994 foi descoberta a décima cabeça gigante do sítio. As escavações de Ann Cyphers permitem estabelecer novas datas por carbono-14 (1700 a.C.).

## O sítio arqueológico
É difícil imaginar o aspecto de San Lorenzo durante o seu apogeu em 900 a.C. O sítio ocupa cerca de 500 ha. O planalto foi objecto de importantes obras de terraplanagem, nomeadamente o enchimento de zonas mais baixas. Existem vários lagos artificiais, que são objecto de discussão entre os arqueólogos. Pelo menos dez cabeças gigantes e vários tronos formavam alinhamentos rituais. Atualmente pensa-se que as cabeças gigantes são representações de soberanos. Muitos destes monumentos estavam concentrados na parte oeste do planalto, onde se encontra também  uma residência real chamada Palácio Vermelho e um ateliê de escultura. Há algum tempo, pensava-se que as esculturas de San Lorenzo pudessem ter sido mutiladas após uma revolta que tivesse posto fim à dinastia reinante. A crença atual é a de que os olmecas re-esculpiam os monumentos antigos. 
O sítio exibe igualmente um sistema de canais de drenagem subterrâneos construídos com pedras cuidadosamente colocadas e ajustadas em forma de U, com um declive de 2%.
A fase Nacaste que se seguiu ao apogeu de San Lorenzo não produziu qualquer monumento. No entanto, distingue-se por um tipo diferente de cerâmica. A fase Palangana é contemporânea de La Venta. É marcada pela construção de uma série de túmulos, ignorando-se se San lorenzo dependia de La Venta nessa altura.